# NGC 2395
NGC 2395 ist ein galaktischer Offener Sternhaufen im Sternbild Zwillinge auf der Ekliptik.
Er hat einen Winkeldurchmesser von 15 Bogenminuten und eine Helligkeit von 8,0 mag. Der Haufen ist rund 1700 Lichtjahre vom Sonnensystem entfernt und hat einen Durchmesser von etwa 6 Lichtjahren und enthält etwa 20 Sterne. Sein Alter wird auf 1,5 Milliarden Jahre geschätzt.
In seiner optischen Nähe befindet sich der planetarische Nebel Abell 21, auch Medusa-Nebel genannt.
Entdeckt wurde das Objekt am 16. März 1784 von William Herschel.